# Живко Миланов (юрист)
Живко Каменов Миланов е български юрист, професор, доктор по право, заместник-ректор на Софийския университет през учебните 1976/79 години и декан на Юридическия факултет на Софийския университет през учебните 1983/89 години.

## Биография
Роден е на 1 октомври 1927 година в Якимово. Завършва Юридическия факултет през 1951 година в годините преди разгара на най-тежкия правен нихилизъм, провеждан като държавна политика, в историята на България.
Защитава докторантура в Московския университет през 1958 година. От 1962 година е последователно асистент, доцент и професор (1977) в катедрата по държавноправни науки.
Главен съветник на Конституционната комисия на Седмото велико народно събрание.
Умира на 23 юни 2017 година в град София.